# الغليل بنو راشد (وشحة)

تعديل مصدري - تعديل

الغليل بنو راشد هي إحدى قرى عزلة ضاعن بمديرية وشحة التابعة لمحافظة حجة، بلغ تعداد سكانها 448 نسمة حسب تعداد اليمن لعام 2004.